# Jordan Schwartz
Jordan Schwartz (New Haven, Connecticut, EUA, 22 de outubro de 1965) é executivo sênior e especialista no campo de financiamento multilateral para economias emergentes. Depois de 25 anos no Banco Mundial, é atualmente o Vice-Presidente Executivo e Chefe de Operações (COO) do Banco Interamericano de Desenvolvimento (BID), onde supervisiona as funções de controle de qualidade, estratégia e gestão de risco de todas as operações do Banco.
Em 2023, o Grupo BID (composto pelo BID, que trabalha com governos; BID Invest, o braço do setor privado; e BID Lab, o braço de inovação e capital de risco) financiou e mobilizou quase 24,3 bilhões de dólares. O Grupo BID é a principal fonte de financiamento para o desenvolvimento sustentável e inclusivo na América Latina e no Caribe.

## Formação acadêmica
Jordan Schwartz tem Mestrado em Serviço Exterior pela Georgetown University em Washington, DC.
Graduou-se Magna cum laude com um Bacharelado em Relações Internacionais pela Tufts University em Boston, Massachusetts.

## Carreira
Jordan Schwartz trabalha na área de desenvolvimento econômico desde 1991, centrando-se em financiamento e regulação de infraestrutura, sustentabilidade e o papel do setor privado. Ocupou posições sênior no Banco Interamericano de Desenvolvimento e no Banco Mundial, bem como consultor comercial, desde a América Latina e Caribe, Leste Asiático e Pacífico até a Europa Central.
Foi Diretor de Países no Banco Mundial para Argentina, Paraguai e Uruguai de 2019 a 2023, tendo desenvolvido o programa de apoio do Banco Mundial ao Cone Sul durante uma prolongada crise econômica, financeira e sanitária. Durante esse período, suas equipes proporcionaram o primeiro grande financiamento do Banco Mundial para resposta à Covid e vacinas de mRNA na região e garantiram financiamento para a conclusão do Sistema de Tratamento de Esgotos de Matanza-Riachuelo na Argentina, o maior programa de investimento em saneamento na ALC.
Antes dessa posição, foi Diretor de Financiamento de Infraestrutura e de Parcerias Público-Privadas & Garantias (2017-2019) no Banco Mundial, ajudando a diversificar o uso de garantias em setores de infraestrutura. Foi Diretor do Núcleo de Infraestrutura & Desenvolvimento Urbano em Singapura (2015-2017) e projetou e liderou o Global Infrastructure Facility, o maior instrumento mundial de preparação de projetos para projetos privados sustentáveis.

## Outras atividades
No setor privado, Jordan Schwartz ocupou posições sênior na Deloitte Touche onde foi Gerente Sênior para Serviços Públicos e Infraestrutura (1995-98), e na Booz Allen Hamilton em consultoria em serviços públicos e gestão de transporte (1991-95).

## Publicações
Junto com os economistas Luis Andrés e José Luis Guasch, Jordan Schwartz é coautor do livro Uncovering the Drivers of Utility Performance: The Role of the Private Sector, Regulation, and Governance in the Power, Water, and Telecommunication Sectors, e escreveu vários artigos focando a relação entre risco e investimento.